# Bright Victory
 Bright Victory és un pel·lícula estatunidenca estrenada el 1951, adaptada per Robert Buckner de la novel·la de Baynard Kendrick Lights Out. Va ser dirigida per Mark Robson, i protagonitzada per Arthur Kennedy, Peggy Dow, Julia Adams, James Edwards, Will Geer, Nana Bryant, Jim Backus, i Rock Hudson. Kennedy es va endur una nominació als Oscars per la seva actuació.

## Argument
Al nord d'Àfrica, durant la Segona Guerra mundial, un soldat americà perd la vista al combat. És enviat a l'hospital militar.

## Localitzacions
Part de la pel·lícula es va fer a l'Hospital d'Exèrcit de Valley Forge a Phoenixville, Pennsilvània - el nom de la ciutat s'esmenta a la pel·lícula. Unes quantes escenes es van rodar al centre de Phoenixville i a Kimberton.

## Repartiment
- Arthur Kennedy: Larry Nevins
- Peggy Dow: Judy Greene
- Julie Adams: Chris Paterson
- James Edwards: Joe Morgan
- Will Geer: Mr. Nevins
- Nana Bryant: Sra. Claire Nevins
- Jim Backus: Bill Grayson
- Minor Watson: Mr. Paterson
- Murray Hamilton: Pete Hamilton
- Larry Keating: Jess Coe
- Rock Hudson: Dudek
- Robert F. Simon: Psiquiatre

## Premis i nominacions[2]
La pel·lícula també va ser presentada al Festival Internacional de Cinema de Cannes 1951

### Premis
- 1952. Globus d'Or al millor guió per Robert Buckner

### Nominacions
- 1951. Gran premi al Festival Internacional de Cinema de Cannes per Mark Robson
- 1952. Oscar al millor actor per Arthur Kennedy
- 1952. Oscar a la millor edició de so per Leslie I. Carey
- 1952. Globus d'Or al millor actor dramàtic per Arthur Kennedy